# Maledivische Badmintonmeisterschaft
Maledivische Meisterschaften im Badminton werden seit den 1970er Jahren ausgetragen. Die Meisterschaften verschiedener Einzel- und Teamwettbewerbe sowie verschiedener Altersklassen werden dabei zu einem Festival zusammengefasst. 2022 fanden die als National Badminton Tournament betitelten Wettkämpfe zum 48. Mal statt.

## Titelträger
| Saison    | Herreneinzel          | Dameneinzel                    | Herrendoppel                         | Damendoppel       | Mixed                                              |
| --------- | --------------------- | ------------------------------ | ------------------------------------ | ----------------- | -------------------------------------------------- |
| 2006      | Mohamed Ajfan Rasheed |                                |                                      |                   |                                                    |
| 2007      | Mohamed Ajfan Rasheed |                                |                                      |                   |                                                    |
| 2008      | Mohamed Ajfan Rasheed |                                |                                      |                   |                                                    |
| 2009      | Mohamed Ajfan Rasheed |                                |                                      |                   |                                                    |
| 2010      | Mohamed Ajfan Rasheed |                                |                                      |                   |                                                    |
| 2011      | Mohamed Ajfan Rasheed |                                |                                      |                   |                                                    |
| 2014      | Mohamed Ajfan Rasheed |                                |                                      |                   |                                                    |
| 2018      | Mohamed Ajfan Rasheed | Fathimath Nabaaha Abdul Razzaq | Nashfan Mohamed Nasheeu Sharafuddeen |                   | Ahmed Thoif Mohamed Fathimath Nabaaha Abdul Razzaq |
| 2019      | Mohamed Ajfan Rasheed |                                |                                      |                   |                                                    |
| 2020      | nicht ausgetragen     | nicht ausgetragen              | nicht ausgetragen                    | nicht ausgetragen | nicht ausgetragen                                  |
| 2022      |                       | Fathimath Nabaaha Abdul Razzaq |                                      |                   |                                                    |
| 2023 2024 | keine Daten           | keine Daten                    | keine Daten                          | keine Daten       | keine Daten                                        |